# 卡尔萨达德奥罗佩萨
卡尔萨达德奥罗佩萨，是西班牙卡斯蒂利亚-拉曼恰托莱多省的一个市镇。总面积142平方公里，总人口587人（2001年），人口密度4人/平方公里。